# Ángel Pután
Ángel Pután (* Machala, Ecuador, 20 de junio de 1987). es un futbolista ecuatoriano que juega de mediocampista en el UTC de la Segunda Categoría de Ecuador.

## Rality Show
Ángel a los 17 años ganó y participó en un Reality Show transmitido por Canal Uno llamado Camino a la Gloria, participaron 34 jóvenes y 6 fueron los ganadores, quienes tuvieron la oportunidad de probarse en diferentes equipos de Latinoamérica, los otros ganadores fueron: Felipe Caicedo, Edder Vaca, Jhonatan Monar, Eder Moreira y Javier Jaramillo.

## Clubes
| Club                  | País    | Año       |
| --------------------- | ------- | --------- |
| Liga de Quito         | Ecuador | 2002-2007 |
| Liga de Loja          | Ecuador | 2008      |
| Olmedo                | Ecuador | 2009-2010 |
| Técnico Universitario | Ecuador | 2011      |
| Olmedo                | Ecuador | 2012      |
| River Ecuador         | Ecuador | 2012      |
| Fuerza Amarilla       | Ecuador | 2013      |
| Macará                | Ecuador | 2014      |
| Manta                 | Ecuador | 2015      |
| UTC                   | Ecuador | 2016-     |

## Palmarés

### Campeonatos nacionales
| Título                        | Club          | País    | Año  |
| ----------------------------- | ------------- | ------- | ---- |
| Serie A de Ecuador - Apertura | Liga de Quito | Ecuador | 2005 |
| Serie A de Ecuador            | Liga de Quito | Ecuador | 2007 |